# Claude Hopkins

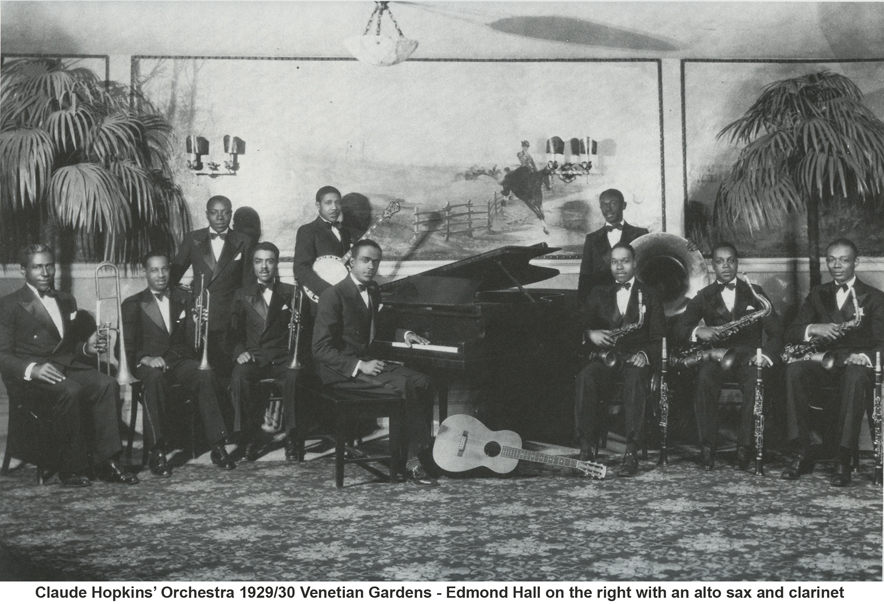
Das Orchester Claude Hopkins 1929/30

Claude Driskett Hopkins (* 24. August 1903 in Alexandria, Virginia; † 19. Februar 1984 in Riverdale, Bronx, New York) war ein amerikanischer Stride-Pianist (Spitzname „Crazy Fingers“), Arrangeur, Komponist und Bandleader des Swing.

## Leben
Hopkins lernte mit sieben Jahren Klavierspiel und studierte an der Howard University (an der auch seine Eltern lehrten) und am Washington Conservatory in Washington, D.C., wobei er nebenbei in College-Bands spielte. 1924 gründete er seine erste eigene Band für Engagements in Atlantic City und war danach in der Band von Wilbur Sweatman. 1925 tourte er als musikalischer Leiter der Show „Revue Negre“ von Josephine Baker – in der auch Sidney Bechet spielte – Europa und leitete ein Jahr später eigene Bands in Spanien und Italien. 1927 war er wieder in den USA, wo er von Washington aus mit der „Ginger Snaps Revue“ tourte. 1930 übernahm er die Band von Charlie Skeete, mit der er im Savoy Ballroom (1930/31), Roseland Ballroom (1932–1934) und Cotton Club (1935/36) in Harlem spielte. Sie waren so populär, dass er auch auf dem Ball des Präsidenten Franklin D. Roosevelt spielte. Außerdem wurden sie landesweit im Radio übertragen. Im April 1933 hatte Hopkins mit California, Here I Come (Columbia) den ersten von vier Hits in den Charts.
Zu den Solisten des Orchesters gehörten Jabbo Smith, Edmond Hall, der Saxophonist Bobby Sands, der Posaunist Fernando Arbello, Vic Dickenson. Sänger waren Orlando Oberson und der Trompeter Ovie Olston. Aufnahmen existieren von 1932 bis 1936 und von 1940 (1937 bis 1939 unternahmen sie ausgedehnte Tourneen). Hopkins leitete die Band vom Klavier und Ende der 1930er Jahre auch als Dirigent.
1942 löste er die Band auf, arrangierte für Radio- und Tanzbands und CBS, wie für die kurzzeitige Swingband von Tommy Tucker (1944) und arbeitete während des Zweiten Weltkriegs aber auch in einer Flugzeugfabrik. Danach leitete er weiter eigene Gruppen, z. B. von 1944 bis 1947 eine Bigband, die aber keine Aufnahmen machte, 1950 eine Band im Café Society, spielte Ende der 1950er Jahre mit Oldtime-Jazz-Musikern wie Red Allen, Ende der 1960er Jahre mit Wild Bill Davison und 1970 mit Roy Eldridge. Auch aus den 1960er Jahren spielte er einige Titel mit seiner damaligen Band ein und aus den 1970er Jahren gibt es Solo-Piano-Aufnahmen von ihm.
Zu seinen Liedkompositionen zählen Vamping a Co-Ed, Crying My Heart Out for You, Blame It on a Dream, Washington Squabble, Count Off, Low Gravy, That Particular Friend of Mine, Dancing to the Hop, Deep Dawn, Sand Fiddler, Is It So?, I Would Do Anything for You. Ein weiterer Hit der Band war Mush Mouth von Jimmy Mundy, der für seine Bigband in den 1930er Jahren arrangierte.
1998 wurde er in die „Bigband Jazz Hall of Fame“ aufgenommen.

## Sammlung
- The Complete Master Jazz Piano Series mit Earl Hines, Claude Hopkins, Cliff Jackson, Keith Dunham, Sonny White, Jay McShann, Teddy Wilson, Cliff Smalls, Sir Charles Thompson, Gloria Hearn & Ram Ramirez (1969–1974) – Mosaic, 1990; 6 LPs oder 4 CDs